# John Lisle Hall McFarlane
Pour les articles homonymes, voir McFarlane.
John McFarlane (Montego Bay, 1851 - Édimbourg, 1874) est un joueur international écossais de rugby et un médecin.
Il fait partie de l'équipe d'Écosse de rugby qui affronte l'Angleterre dans ce qui constitue le tout premier match international de rugby de l'histoire, en 1871.

## Biographie

### Jeunesse et études
John Lisle Hall McFarlane naît à Montego Bay, en Jamaïque, alors une colonie britannique, le 19 juin 1851,. Son père, John MacFarlane, est un chirurgien diplômé d'Édimbourg et sa mère, Anna Smith, est fille d'un propriétaire jamaïcain. Le deuxième prénom de MacFarlane, Lisle, lui vient des ancêtres de sa mère qui avaient des liens avec le Baron de Lisle (en). John Lisle Hall MacFarlane grandit en Écosse et fait ses études dans plusieurs des meilleures écoles du pays. Il fréquente l'Edinburgh Institute of Maths avant de passer comme pensionnaire à l'école privée Abbey Street School de St Andrews. C'est dans cet établissement qu'il développe son goût pour le sport et qu'il commence à jouer au rugby. En 1869, il quitte Abbey Street pour s'inscrire à la Craigmount School (en), soi-disant pour entrer dans l'équipe de cricket.
MacFarlane s'inscrit à l'université d'Édimbourg où il étudie la médecine. Il y excelle dans tous les domaines sportifs, jouant au cricket, représentant l'université en rugby et en athlétisme, et en devenant le champion de l'école en haies, saut en longueur et sprint.

### Carrière en rugby

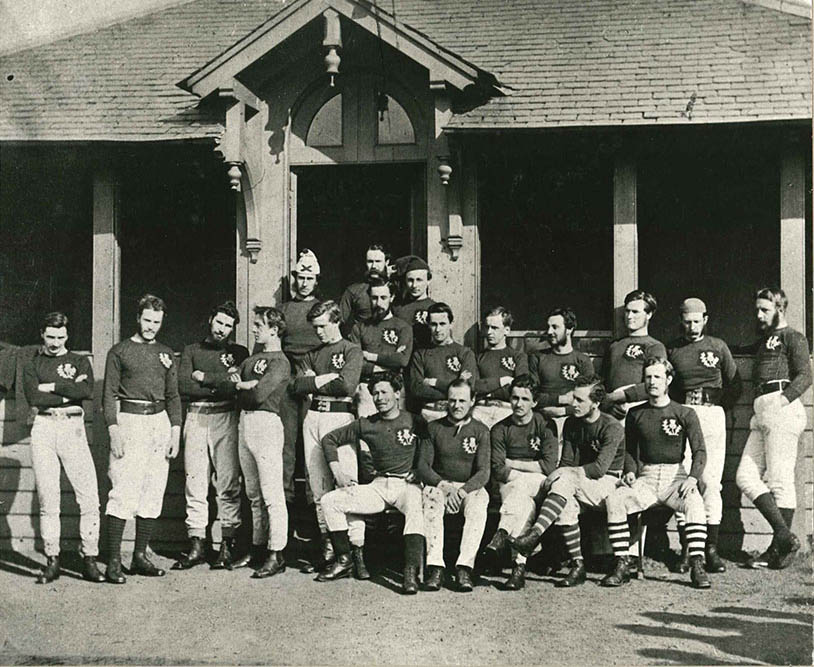
La première équipe nationale de rugby d'Écosse, lors du match de mars 1871 contre l'Angleterre à Édimbourg.

En 1871, les aptitudes athlétiques de MacFarlane lui valent d'être le seul membre de l'équipe de l'université d'Édimbourg à être sélectionné pour l'équipe nationale écossaise lors du tout premier match international de rugby de l'histoire, contre l'Angleterre. Jouant habituellement au poste de half back (l'équivalent des modernes demis de mêlée ou d'ouverture) avec son club d'Edinburgh University RFC, MacFarlane est sélectionné en position de forward (avant). L'Écosse l'emporte 1 à 0 en inscrivant 2 essais et 1 transformation contre 1 essai non transformé pour l'Angleterre (seules les transformations rapportaient des points à l'époque),,.
MacFarlane est sélectionné pour le match international suivant, qui se tient le 5 février 1872 contre l'Angleterre à The Oval  (victoire de l'Angleterre 2 à 1),. Il joue son dernier match international lors de la rencontre de 1873, toujours entre les mêmes pays, où MacFarlane joue en position de trois-quarts. Le match se termine sur un score nul et vierge.
Après avoir terminé l'université, MacFarlane devient médecin résident à l'Edinburgh Royal Infirmary (en). Il continue néanmoins à jouer au rugby pour l'université d'Édimbourg. MacFarlane continue également à jouer au cricket pendant cette période, son « sport d'été », au sein du Carlton Cricket Club d'Edimbourg : il en devient le meilleur batteur de l'équipe en 1870 et est nommé à 19 ans vice-capitaine de l'équipe première en 1871 puis à nouveau en 1872.
McFarlane « restera dans l'histoire comme un des tout premiers joueurs à adopter avec bonheur la technique consistant à passer son ballon juste avant d'être plaqué », ce qui « constitue une innovation importante à cette époque où l'on se contente bien souvent de courir le plus loin possible avant d'être mis à terre ou de se faire arracher le ballon des mains ».

### Mort prématurée

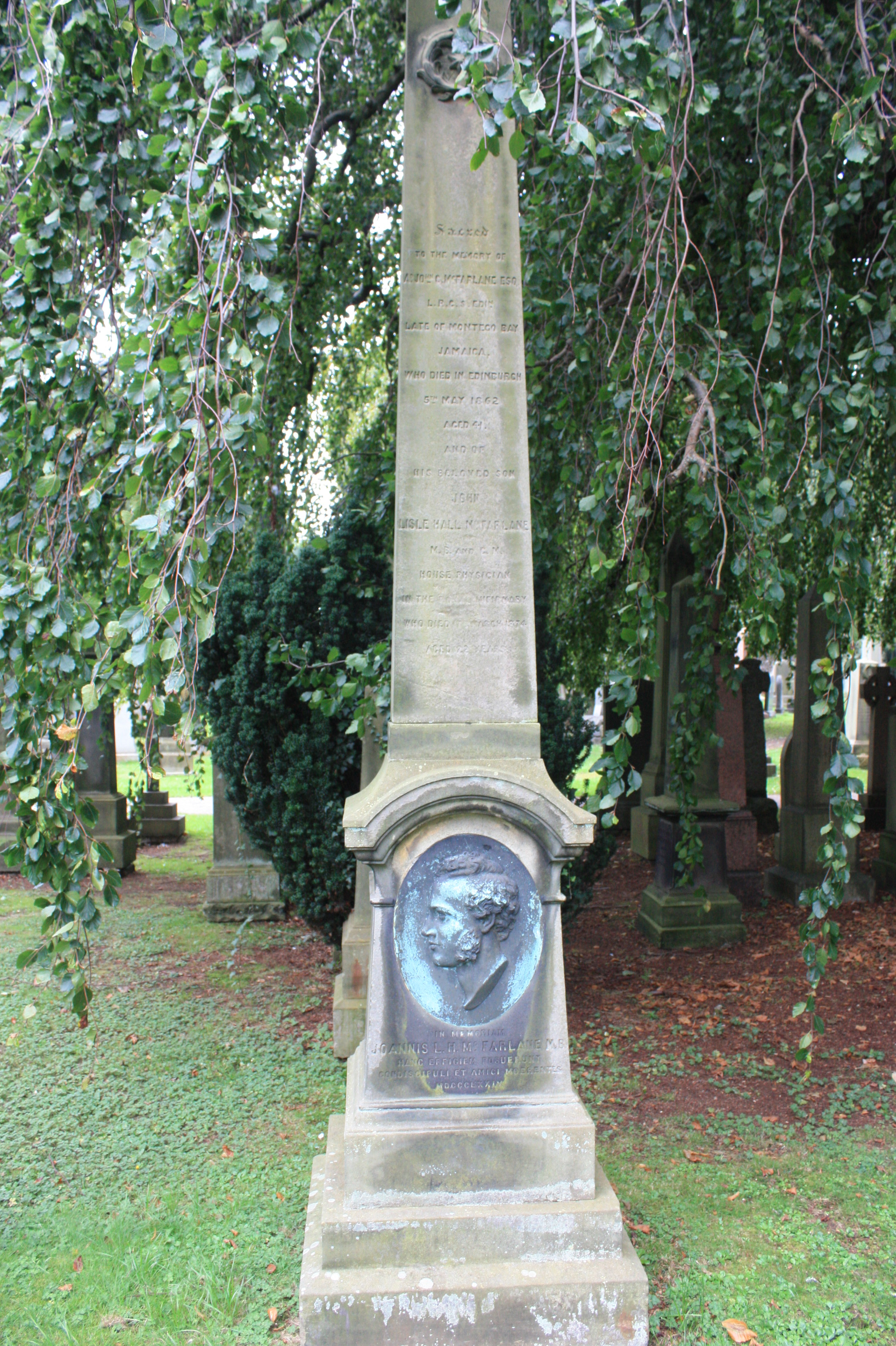
Tombe de John McFarlane au.

Au début de l'année 1874, McFarlane joue pour l'Université d'Edimbourg contre l'Université de Glasgow. Le match se termine par un match nul, mais MacFarlane marque un essai et impressionne suffisamment pour être sélectionné pour le quatrième match international écossais contre l'Angleterre, prévu la même année. Une semaine plus tard, il joue de nouveau pour l'université d'Édimbourg contre le Royal HSFP. McFarlane botte le but de la victoire dans le premier quart-temps, mais dans les derniers instants du match, il tombe maladroitement et se disloque le genou. La blessure en elle-même ne met pas sa vie en danger, mais il est laissé pendant un temps considérable sur le sol froid avant d'être déplacé pour être soigné.
McFarlane retourne chez lui, à Buccleuch Place, à Édimbourg, où il développe un rhumatisme articulaire aigu, qui est à son tour aggravé par une péricardite. MacFarlane reste alité pendant cinq semaines, soigné par sa mère et sa famille, et semble se rétablir, mais il est victime d'une grave rechute qui le conduit d'urgence à l'infirmerie royale d'Édimbourg. Ses collègues ne parviennent pas à lui sauver la vie et il meurt le 17 mars 1874 à l'âge de 22 ans,.
Personnalité populaire, ses funérailles sont suivies par un grand nombre d'étudiants qui marchent en procession avec son corps de l'infirmerie au cimetière Dean (en). Une souscription publique permet de réunir suffisamment d'argent pour qu'un obélisque en pierre de 12 pieds soit érigé sur sa tombe, qui porte également un portrait en relief de McFarlane,. La sculpture est l'œuvre du principal sculpteur d'Édimbourg de l'époque, Sir John Steell. La tombe se trouve au nord-ouest du cimetière d'origine.